# Kabinet-Bethmann Hollweg
Dit artikel geeft een overzicht van het kabinet onder Theobald von Bethmann Hollweg (14 juli 1909 - 13 juli 1917) in het Duitse Keizerrijk onder keizer Wilhelm II.
| Functie            | Persoon                       | Van        | Tot        |
| ------------------ | ----------------------------- | ---------- | ---------- |
| Rijkskanselier     | Theobald von Bethmann Hollweg | 14-7-1909  | 13-7-1917  |
| Buitenlandse Zaken | Wilhelm von Schoen            | 14-7-1909  | 27-6-1910  |
| Buitenlandse Zaken | Alfred von Kiderlen-Wächter   | 27-6-1910  | 30-12-1912 |
| Buitenlandse Zaken | Gottlieb von Jagow            | 14-1-1913  | 22-11-1916 |
| Buitenlandse Zaken | Alfred von Zimmermann         | 22-11-1916 | 16-7-1917  |
| Binnenlandse Zaken | Klemens Delbrück              | 14-7-1909  | 24-5-1916  |
| Binnenlandse Zaken | Karl Helfferich               | 24-5-1916  | 16-7-1917  |
| Financiën          | Adolf Wermuth                 | 14-7-1909  | 17-3-1912  |
| Financiën          | Hermann Kühn                  | 17-3-1912  | 17-1-1915  |
| Financiën          | Karl Helfferich               | 17-1-1915  | 24-5-1916  |
| Financiën          | Siegried von Roedern          | 24-5-1916  | 16-7-1917  |
| Justitie           | Rudolf Arnold Niederding      | 14-7-1909  | 26-9-1909  |
| Justitie           | Hermann Lisco                 | 26-9-1909  | 16-7-1917  |
| Marine             | Alfred von Tirpitz            | 14-7-1909  | 15-3-1916  |
| Marine             | Eduard von Capelle            | 15-3-1916  | 16-7-1917  |
| Post               | Reinhold Kraetke              | 14-7-1909  | 16-7-1917  |
| Koloniën           | Bernhard Dernburg             | 14-7-1909  | 9-6-1910   |
| Koloniën           | Friedrich von Lindequist      | 9-6-1910   | 3-11-1911  |
| Koloniën           | Wilhelm Solf                  | 4-11-1911  | 16-7-1917  |